# Oisyme

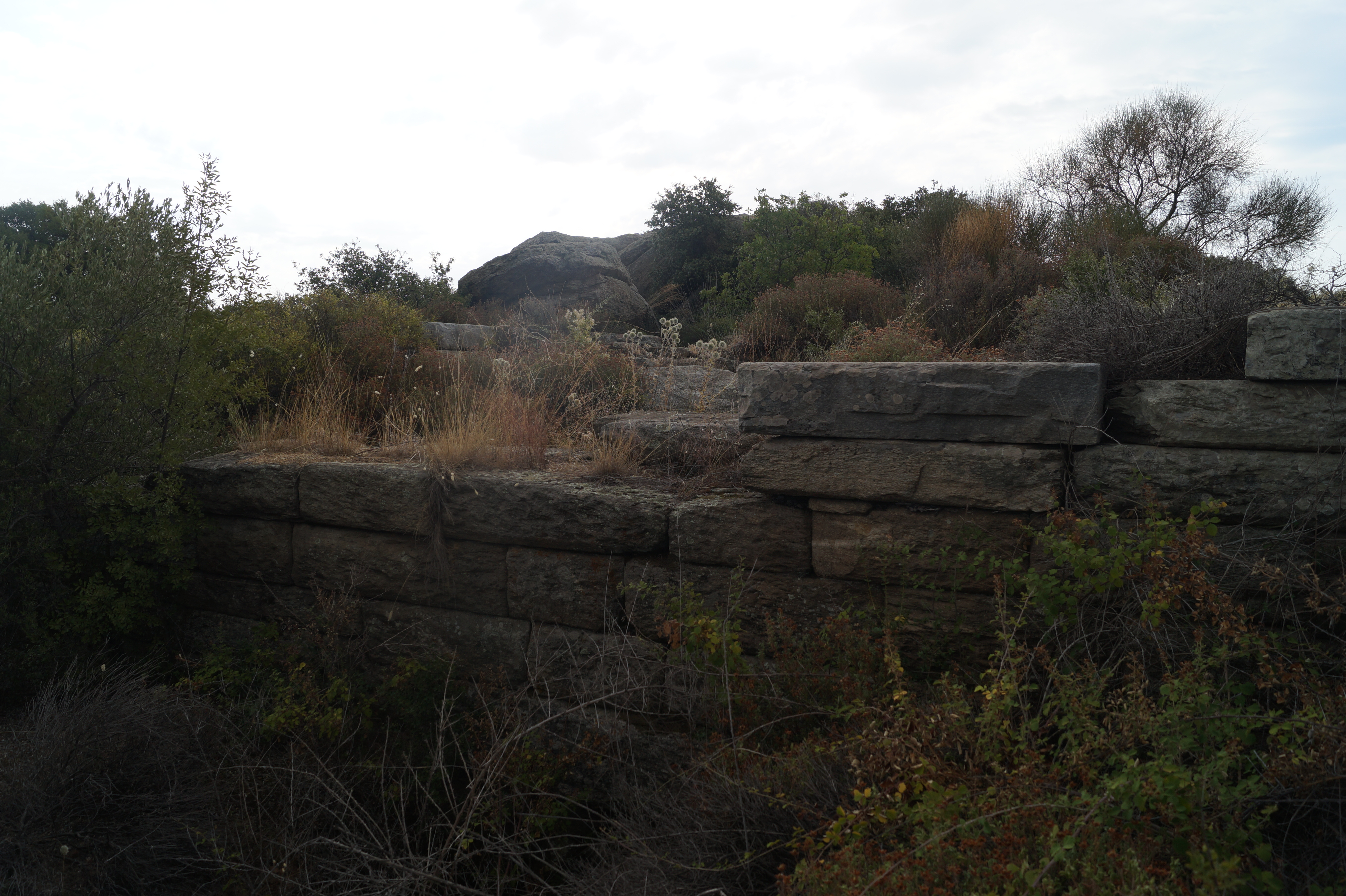
Fundamente des Athene Parthenos-Tempels

Oisyme (altgriechisch Οἰσύμη, neugriechisch Αρχαία Οισύμη) war eine antike Stadt etwa 1 km südlich des modernen griechischen Ortes Nea Peramos in Ostmakedonien. Sie liegt auf dem südlichen Ausläufer des Symvolon-Gebirges, des antiken Biblina. 500 m nordöstlich befindet sich die byzantinische Burg von Anaktoropolis.

## Überlieferung
In der Ilias wird die Stadt schon als Aisyme erwähnt. Sie war die Heimatstadt von Kastianeira, einer der Frauen des Priamos. In der zweiten Hälfte des 7. Jahrhunderts v. Chr. gründeten die Thasier hier eine Apoikia. 424 v. Chr. wurde die Stadt von dem spartanischen Feldherrn Brasidas eingenommen. Philipp II. eroberte 356 v. Chr. Oisyme. Nach Skymnos wurde der Name des Orts nun in Emathia geändert.

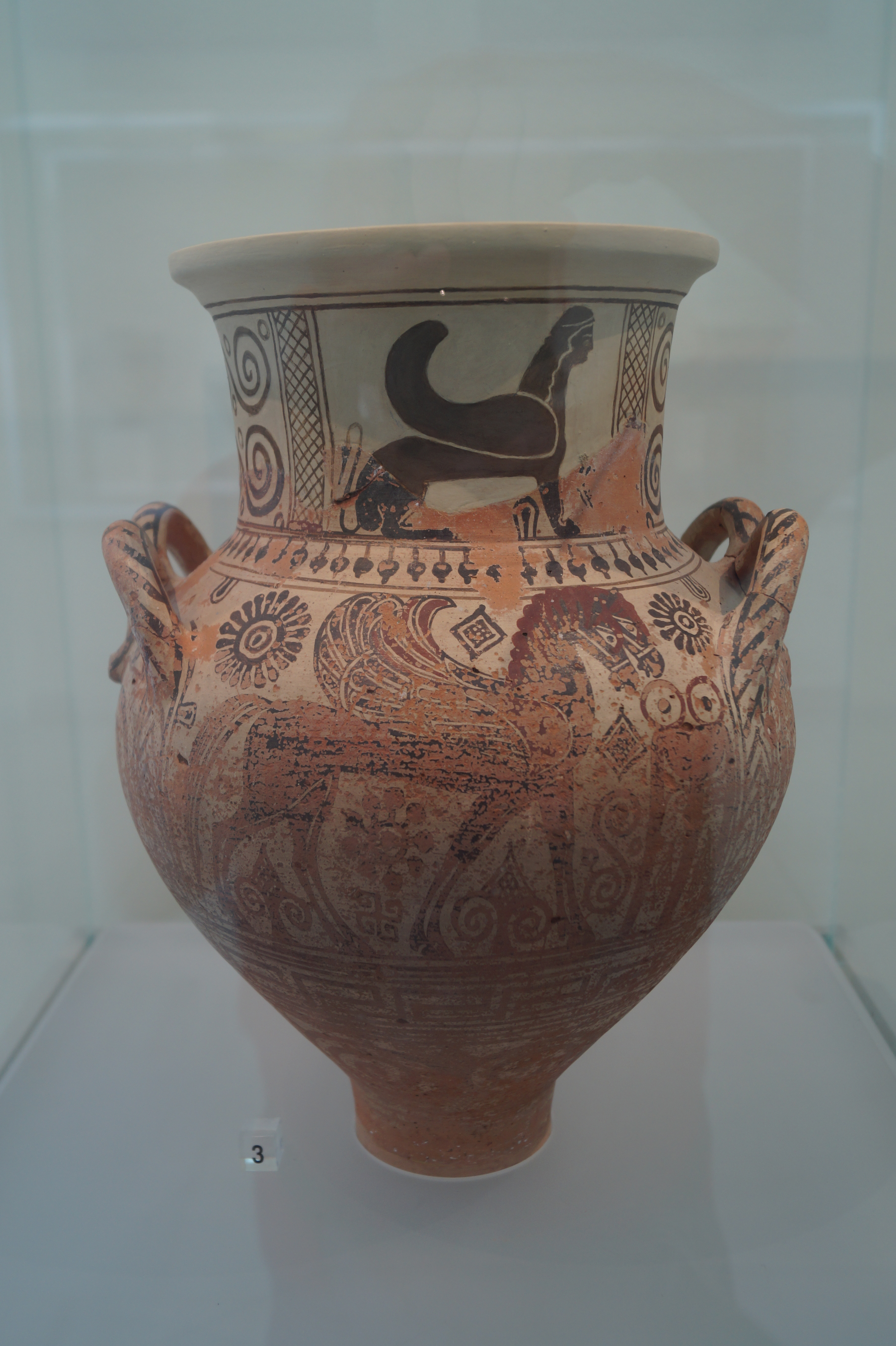
Parischer Pithos aus einem Grab im Archäologischen Museum von Kavala (650 – 600 v. Chr.)

## Beschreibung
Georgios Bakalakis und Paul Collart führten hier Grabungen durch und entdeckten auf der Akropolis einen kleinen Dipteros-Tempel, der der Göttin Athena Parthenos geweiht war. Hier fand man auch ein Ostrakon, das diese Zuordnung bestätigt. Man entdeckte auch eine Nekropole mit Gräbern aus dem 7. bis 5. Jahrhundert v. Chr. Das älteste datiert in die Zeit zwischen 650 und 625 v. Chr. Die Stadtmauer weist zwei Bauphasen auf. In der ersten Bauphase wurden grob behauene Steine aus lokalem Granit verwendet. Später wurden aus demselben Material sorgfältiger bearbeitete Steinblöcke verbaut. Eine Mauer verband die Stadt schließlich mit dem südöstlich gelegenen Naturhafen. Man fand auch Münzen, die in Oisyme geprägt wurden, mit der Aufschrift ΟΙΣΥΜΑΙΟΝ (Oisymaion), auf denen auf einer Seite der Helm der Athene abgebildet war. In römischer Zeit wurde die Stadt verlassen. Während des Ersten Weltkriegs errichtete die bulgarische Armee 1916 als Teil der sogenannten Salonikifront auf der Akropolis eine Verteidigungsstellung und zerstörte teilweise die antiken Baureste.
Die Akropolis ist von Süden her zugänglich. An einem Kirchenmodell zu Ehren des Protitis Ilias beginnt ein Wanderweg. Der Weg durch das Gestrüpp ist mit roten Punkten und vor allem Knoten aus Kunststoffbändern markiert.